# Charles Glock
Charles Young Glock (* 17. Oktober 1919 in New York; † 19. Oktober 2018 in Sandpoint, Idaho) war ein US-amerikanischer Soziologe und Hochschullehrer.

## Leben und Wirken
Charles Glock studierte zunächst Marketing und Betriebswirtschaftslehre an der New York University, wo er 1940 den Bachelorgrad erwarb. An der Boston University erhielt er 1941 den Magistergrad in Betriebswirtschaftslehre. Von 1942 bis 1946 diente er in der United States Air Force, zuletzt als Major. Im Anschluss daran wechselte er an das Studium der Soziologie und promovierte 1952 zum Ph.D. an der Columbia University. Dort begann seine Hochschullehrertätigkeit. Von 1958 bis 1979 hatte er eine Professor für Soziologie an der University of California at Berkeley inne und trat dann in den Ruhestand.
Glock wirkte in zahlreichen fachwissenschaftlichen Gremien mit.
Schwerpunkt seiner wissenschaftlichen Arbeit und der von ihm veröffentlichten Schriften war vor allem das Gebiet der Religionssoziologie. Außerdem beschäftigte er sich mit Antisemitismus und religiösen Vorurteilen.

## Veröffentlichungen (Auswahl)
- (mit Rodney Stark): Religion and society in tension. Rand McNally, Chicago 1965 (5. Aufl. 1971).
- (mit Rodney Stark): Christian beliefs and anti-semitism. Harper Row, New York 1966.
- (mit Gertrude J. Selznick u. Joe L. Spaeth): The apathic Majority. A study based on public responses to the Eichmann trial. Harper & Row, New York 1966.
- (Hrsg.): Survey research in the social sciences. Russel Sage Foundation, New York 1967.
- (mit Benjamin B. Ringer u. Earl R. Babbie): To comfort and to challenge. A dilemma of the contemporary church. University of California Press, Berkeley 1967.
- (mit Rodney Stark): American piety. The nature of religious commitment. University of California Press, Berkeley 1968.
- (Hrsg., mit Ellen Siegelman): Prejudice USA. Praeger, New York 1970.
- (Hrsg.): Religion in sociological perspective. Wadsworth, Belmont, Calif. 1973, ISBN 0-534-00216-1.
- (Hrsg.): Beyond the classics? Essays in the scientific study of religion. Harper & Row, New York 1973, ISBN 0-06-136105-4.
- (Mitautor): Adolescent prejudice. Harper & Row, New York 1975, ISBN 0-06-011567-X.
- (Mithrsg.): The new religious consciousness. University of California Press, Berkeley 1976, ISBN 0-520-03083-4.
- (mit Harold E. Quinley): Anti-semitism in America. Free Press, New York 1979, ISBN 0-02-925640-2.